# Anguliphantes cerinus
Anguliphantes cerinus là một loài nhện trong họ Linyphiidae.
Loài này thuộc chi Anguliphantes. Anguliphantes cerinus được Ludwig Carl Christian Koch miêu tả năm 1879.